# Pterolepis bidens
Pterolepis bidens är en insektsart som först beskrevs av Boris Petrovich Uvarov 1924.  Pterolepis bidens ingår i släktet Pterolepis och familjen vårtbitare. Inga underarter finns listade i Catalogue of Life.